# Giovanni Battista Ceschi a Santa Croce
Giovanni Battista Ceschi a Santa Croce (Venecia, 21 de febrero de 1827 - Roma, 24 de enero de 1905), fue un noble italiano y el 74.º Gran maestre de la Orden de Malta.

## Biografía
En 1871 sucedió a Alessandro Borgia en la Lugartenencia general de la Orden de Malta, y en 1879 pasó a ser el septuagésimo cuarto Gran maestre de la Orden, siendo aprobada su elección el día 28 de marzo de ese mismo año por el Papa León XIII.
Él fue el primer Gran maestre de la Orden de Malta después de 70 años en los que había sido gobernada por lugartenientes, y la Orden estableció su sede en Roma en 1834. Y durante su maestrazgo, Juan Bautista Ceschi comenzó la creación de asociaciones nacionales de laicos vinculadas a la Orden, aunque sus componentes no profesaban los votos de caballero.
| Predecesor: Él mismo (como Lugarteniente general) | Gran maestre de la Orden de Malta 1879 - 1905          | Sucesor: Galeazzo von Thun und Hohenstein          |
| Predecesor: Alessandro Borgia                     | Lugarteniente general de la Orden de Malta 1871 - 1879 | Sucesor: Él mismo (como ´Gran maestre de la Orden) |